# Chaipipat Maneekheaw
Chaipipat Maneekheaw (* 20. Jahrhundert) ist ein thailändischer Fußballspieler.

## Karriere
Chaipipat Maneekheaw stand bis Ende 2014 bei Samut Songkhram FC unter Vertrag. Wo er vorher gespielt hat, ist unbekannt. Der Verein aus Samut Songkhram spielte in der ersten Liga des Landes, der Thai Premier League. Die Hinserie 2014 wurde er an den Zweitligisten Trat FC ausgeliehen. Mit dem Verein aus Trat spielte er in der zweiten Liga, der Thai Premier League Division 1. In der Rückserie 2014 stand er zweimal für Samut in der ersten Liga im Tor. Am Ende der Saison musste er mit dem Verein in die zweite Liga absteigen.
Seit Anfang 2015 ist Chaipipat Maneekheaw vertrags- und vereinslos.